# Honda CR 500 R
De Honda CR 500 is een crossmotor die door Honda van 1981 tot 2002 werd geproduceerd. 

## Voorgeschiedenis
Honda had al in de jaren zeventig succes gehad in de 500 cc klasse van het wereldkampioenschap motorcross. In 1978 was Brad Lackey al tweede geworden, in 1979 werd Graham Noyce eerste en André Malherbe derde en in 1980 werd Malherbe kampioen. Dat gebeurde met een 500 cc crosser die de fabrieksaanduiding RC 500 had. Voor privérijders had men nooit een 500 cc crossmotor gebouwd. Honda ging ervan uit dat daar, in eigen land althans, weinig belangstelling voor was. Voor liefhebbers leverde Mugen een ombouwkit voor de Honda CR 250 waarmee die machine op 370 cc kon worden gebracht. Toch leverden Yamaha en Suzuki al "echte" 500 cc productiecrossers die goed verkocht werden. Daarom besloot men bij Honda uiteindelijk ook een productiecrosser uit te brengen voor het grote publiek.

## Honda CR 450 R
- 1981: Bij de introductie in november 1980 heette de machine nog "CR 450", overeenkomstig de cilinderinhoud van 431 cc. "Echte" 500 cc tweetakt-eencilinders waren zeldzaam. Nog niet lang hiervoor was de 500 cc klasse in de motorcross verreden met tweetaktmotoren van minder dan 400 cc, maar in 1980 hadden de meeste merken toch al grotere motoren: KTM had 495 cc,  Maico (MC 490) had 490 cc en Yamaha (YZ 465) had 465 cc. Tegelijk met de presentatie van de CR 450 R verscheen ook de eerste versie van de monovering van Honda, Pro Link.

### Motor
De motor was een eencilinder tweetaktmotor met een 38 mm carburateur van het huismerk Keihin en een reed valve. De boring bedroeg 85 mm en de slag 76 mm, waardoor de cilinderinhoud op 431 cc kwam. De CR 450 R had luchtkoeling, maar de kleinere modellen CR 250 en CR 125 hadden waterkoeling. 

### Aandrijving
Via een meervoudige natte platenkoppeling werd de versnellingsbak aangedreven. Die had dankzij de soepele motor met een hoog koppel slechts vier versnellingen nodig. De aandrijving van het achterwiel verliep via een ketting. 

### Rijwielgedeelte
Er was een licht dubbel wiegframe toegepast. Aan de voorkant zat een luchtondersteunde telescoopvork met een veerweg van 305 mm, achter het Pro Link systeem met een enkele schokdemper en een veerweg van 312 mm. Om gewicht te besparen waren de steekassen van de wielen hol uitgevoerd.

## Honda CR 480 R
- 1982: In 1982 werd de boring van de motor met 4 mm vergroot waardoor de cilinderinhoud op bijna 473 cc kwam. Het vermogen nam iets toe. Er werd gewicht bespaard en de balhoofdhoek werd gewijzigd om een betere handelbaarheid te verkrijgen. Er werden kleine wijzigingen aan de koppeling en de versnellingsbak aangebracht en het koppel steeg behoorlijk. Verder wijzigden de totale hoogte, lengte en breedte, de wielbasis, de grondspeling en de zithoogte.
- 1983: Vanaf 1983 ging men steeds meer zaken van de fabriekscrossers overnemen. Toen werd het achterframe ook aangebout. Ook het motorblok werd helemaal herzien. Het gewicht kwam zelfs lager uit dan het door de FIM vereiste minimum. Honda richtte zich bij de modellen voor 1983 op vier hoofdpunten: lager gewicht, meer vermogen in het middengebied, betere handelbaarheid en gemakkelijker onderhoud. De CR 480 R kreeg een nieuwe vijfversnellingsbak.

## Honda CR 500 R
- 1984: Voor het seizoen 1984 werd de machine opnieuw helemaal herzien. De belangrijkste zichtbare verandering was de verplaatsing van de kettingaandrijving naar de linkerkant en de grote luchthappers die de koellucht naar de cilinder moesten leiden. Honda had in 1982 en 1983 de wereldtitel gemist en bracht nu ook de productiecrosser op een grotere cilinderinhoud. Dat gebeurde door de slag te verlengen tot 79 mm, waardoor hij op 491,5 cc kwam. Het vermogen nam flink toe door een gewijzigde poorttiming, een gewijzigde uitlaat en een andere vorm van de spoelpoorten. De ATAC powervalve die op de lichtere modellen CR 80 R, CR 125 R en CR 250 R al werd toegepast, bleef op de CR 500 R nog achterwege. Wel kreeg de machine een schijfrem in het voorwiel.
- 1985: In 1985 kreeg de CR 500 R net als de lichtere modellen waterkoeling. Bijna alle modellen, behalve de CR 80 R, werden uiterijk praktisch identiek, maar ook de meeste wijzigingen voor het nieuwe seizoen werden op alle modellen vanaf 125 cc toegepast. De CR 500 R kreeg een nieuwe Keihin vlakke schuif carburateur. De chokeknop diende ook voor het regelen van het stationaire toerental. Het achterframe werd lichter. De onderdelen van het Pro Link systeem kregen naaldlagers en omdat de overbrengsverhoudingen tussen de links gewijzigd werden werd de slag van de schokdemper 10% langer. Omdat het achterframe compleet met het luchtfilterhuis en de einddemper van de uitlaat afgeschroefd kon worden, was de afstelling van de achterste schokdemper goed bereikbaar en het onderhoud eenvoudiger. Het ATAC systeem werd nog steeds niet op de CR 500 R gemonteerd. Ondanks de waterkoeling veranderde er weinig aan de motor van de CR 500 R, maar de poorttiming en de spoelpoorten werden wel aangepast, waardoor het vermogen opnieuw steeg.
- 1986: In 1986 bleven de wijzigingen vrij beperkt. Er kwam een nieuwe zuiger en de compressieverhouding werd iets verlaagd om het vermogen wat soepeler te laten inkomen. Dat vermogen werd daardoor wel iets kleiner. De voorvork kreeg de door Kayaba ontwikkelde Travel Control Valve.
- 1987: In 1987 verdween de "R" in de naam van de Honda, maar hij werd weleens "Thorpe Replica" genoemd naar David Thorpe, die in 1985 en 1986 wereldkampioen geworden was. De Kayaba voorvork werd vervangen door een Showa, het vermogen steeg weer iets en de trommelrem in het achterwiel werd vervangen door een remschijf.
- 1988: In 1988 kreeg de machine de aanduiding "CR 500 RJ". Behalve de iets fellere kleur en het verder doorlopende zadel waren er uiterlijk geen veranderingen, maar er was een iets zwaardere krukas gemonteerd om het motorvermogen nog iets soepeler te laten inkomen. Achter was de nieuwe Delta Pro Link vering gemonteerd.
- 1989: In 1989 was de naam weer veranderd in "CR 500 R". Hij werd uitgerust met de nieuwe Showa Upside Down-voorvork, nadat men lang had moeten ontwikkelen om de afstelling van die voorvork onder de knie te krijgen. Honda had de introductie al een aantal keren aangekondigd, maar intussen waren dergelijke voorvorken ook al door de concurrentie gebruikt. Aan de achterkant kwam een nieuwe schokdemper en ook werd de achtervork lichter. Door de uitlaat anders te leggen kreeg de achterdemper meer koellucht. Daardoor kon ook de tank, die naar 7,5 liter was gegaan, weer tot 9 liter groeien.
- 1990: In 1990 bestonden de uiterlijke vernieuwingen uit het wit gespoten frame en de iets zachtere rode kleur. Inwendig werd de krukas beter uitgebalanceerd en de koppeling kreeg een extra plaat, waardoor het totaal op acht platen kwam. De wielen werden verstevigd, want door het streven naar een laag onafgeveerd gewicht waren ze te zwak geworden. Het balhoofd werd verbeterd door de pijp, de lagers en de pen te verstevigen.
- 1991: In 1991 waren de wijzigingen van alle fabrikanten en dus ook van Honda vooral uiterlijk. Het stuur was nu ook wit geworden net als de luchthappers voor de koeling. Om alle drie de modellen gelijk te trekken kregen zowel de CR 125 R als de CR 500 R een nieuw achterframe, dat daardoor dus uitwisselbaar was. De luchtfilterbak werd groter en kreeg een extra luchtinlaat. De CDI-ontstekingsunit werd vernieuwd om de motor soepeler te laten oppakken. Daarvoor werd ook de sproeier van de carburateur iets hoger geplaatst.
- 1992: In 1992 werd de voorvork verbeterd na veel klachten van rijders. Ook de kroonplaat werd verbeterd om de vorkpoten beter vast te klemmen. De achterdemper werd iets groter en groeide van 44 naar 46 mm. Uiterlijk was de kleurstelling opnieuw veranderd.
- 1993: Voor 1993 bracht Honda aan de CR 500 R vrijwel geen wijzigingen aan. Dat was al jaren niet meer nodig omdat de motorfiets snel en betrouwbaar genoeg was. Er werd alleen een nieuw gashendel aangebracht en het gat tussen de vierde en vijfde versnelling werd iets groter. De remschijven werden iets groter.
- 1994: In 1994 waren de viertaktcrossers al in opkomst, maar Honda hield voorlopig nog vast aan de tweetaktmotoren. De CR 500 R werd nog steeds niet veel gewijzigd. Het zwarte motorblok werd zilverkleurig. De afstelling van de vering werd verbeterd.
- 1995: In 1995 was de ontwikkeling van de CR 500 vrijwel tot stilstand gekomen. Er werd wel aandacht besteed aan de geluidseisen en daarom werd de einddemper 6 cm langer en kwam er een soort geluidsscherm op. Om ook het mechanische geluid te beperken werd de zuigerspeling verbeterd.
- 1996: In 1996 werd de voorvork gewijzigd door de diameter te vergroten van 43 mm naar 46 mm. Het hevelsysteem van het Pro Link werd veranderd en het verwisselen van het luchtfilter werd vereenvoudigd.
- 1997-2002: Hierna stopte de ontwikkeling van de CR 500 (R ) volledig. De viertakten speelden een steeds belangrijker rol, maar zowel Honda als Kawasaki hielden tot in 2001 vast aan de tweetaktmotoren. In dat jaar bracht Honda de Honda CRF 450 R viertakt uit, maar de CR 500 bleef tot 2002 leverbaar.

## Technische gegevens
| Honda                  | CR 450 R                                | CR 480 R                                | CR 480 R                                | CR 500 R                                | CR 500 R                                | CR 500 R                                | CR 500                                  | CR 500 RJ                               | CR 500 R                                | CR 500 R                                | CR 500R                                 |
| ---------------------- | --------------------------------------- | --------------------------------------- | --------------------------------------- | --------------------------------------- | --------------------------------------- | --------------------------------------- | --------------------------------------- | --------------------------------------- | --------------------------------------- | --------------------------------------- | --------------------------------------- |
| Periode                | 1981                                    | 1982                                    | 1983                                    | 1984                                    | 1985                                    | 1986                                    | 1987                                    | 1988                                    | 1989                                    | 1990                                    | 1991                                    |
| Categorie              | crossmotor                              | crossmotor                              | crossmotor                              | crossmotor                              | crossmotor                              | crossmotor                              | crossmotor                              | crossmotor                              | crossmotor                              | crossmotor                              | crossmotor                              |
| Motortype              | tweetaktmotor                           | tweetaktmotor                           | tweetaktmotor                           | tweetaktmotor                           | tweetaktmotor                           | tweetaktmotor                           | tweetaktmotor                           | tweetaktmotor                           | tweetaktmotor                           | tweetaktmotor                           | tweetaktmotor                           |
| Bouwwijze              | luchtgekoelde staande eencilinder       | luchtgekoelde staande eencilinder       | luchtgekoelde staande eencilinder       | luchtgekoelde staande eencilinder       | watergekoelde staande eencilinder       | watergekoelde staande eencilinder       | watergekoelde staande eencilinder       | watergekoelde staande eencilinder       | watergekoelde staande eencilinder       | watergekoelde staande eencilinder       | watergekoelde staande eencilinder       |
| Carburateur            | 38 mm met reed valve (Keihin PE 38)     | 38 mm met reed valve (Keihin PE 38)     | 38 mm met reed valve (Keihin PE 38)     | 38 mm met reed valve (Keihin PE 38)     | 38 mm Keihin vlakke schuif              | 38 mm Keihin vlakke schuif              | Keihin PJ 38                            | Keihin PJ 38                            | Keihin PJ 38                            | Keihin PJ 38                            | 38 mm Keihin                            |
| Ontsteking             | CDI met elektronische vervroeging       | CDI met elektronische vervroeging       | CDI met elektronische vervroeging       | CDI met elektronische vervroeging       | CDI met elektronische vervroeging       | CDI met elektronische vervroeging       | CDI met elektronische vervroeging       | CDI met elektronische vervroeging       | CDI met elektronische vervroeging       | CDI met elektronische vervroeging       | CDI met elektronische vervroeging       |
| boring                 | 85 mm                                   | 89 mm                                   | 89 mm                                   | 89 mm                                   | 89 mm                                   | 89 mm                                   | 89 mm                                   | 89 mm                                   | 89 mm                                   | 89 mm                                   | 89 mm                                   |
| slag                   | 76 mm                                   | 76 mm                                   | 76 mm                                   | 79 mm                                   | 79 mm                                   | 79 mm                                   | 79 mm                                   | 79 mm                                   | 79 mm                                   | 79 mm                                   | 79 mm                                   |
| Cilinderinhoud         | 431,3 cc                                | 472,8 cc                                | 472,8 cc                                | 491,5 cc                                | 491,5 cc                                | 491,5 cc                                | 491,5 cc                                | 491,5 cc                                | 491,5 cc                                | 491,5 cc                                | 491,5 cc                                |
| Smeersysteem           | mengsmering                             | mengsmering                             | mengsmering                             | mengsmering                             | mengsmering                             | mengsmering                             | mengsmering                             | mengsmering                             | mengsmering                             | mengsmering                             | mengsmering                             |
| Compressieverhouding   | 7,1:1                                   | 6,7:1                                   | 6,7:1                                   | 6,7:1                                   | 7,4:1                                   | 7:1                                     | 6,8:1                                   | 9:1                                     | 6,8:1                                   | 6,8:1                                   | 6,8:1                                   |
| Max. Vermogen          | 49 pk (36 kW) bij 6.500 tpm             | 51,3 pk (37,7 kW) bij 6.500 tpm         | 53 pk (38,9 kW) bij 6.500 tpm           | 61 pk (44,9 kW) bij 6.500 tpm           | 63 pk (46,3 kW) bij 6.500 tpm           | 61 pk (44,9 kW) bij 6.500 tpm           | 64 pk (47 kW) bij 6.000 tpm             | 64 pk (47 kW) bij 6.000 tpm             | 64 pk (47 kW) bij 6.000 tpm             | 64 pk (47 kW) bij 6.000 tpm             | 64 pk (47 kW) bij 6.000 tpm             |
| Max. Koppel            | 55,9 Nm bij 6.000 tpm                   | 60,7 Nm bij 5.500 tpm                   | 62 Nm bij 5.500 tpm                     | 68,6 Nm bij 6.000 tpm                   | 73,5 Nm bij 6.000 tpm                   | 68,7 Nm bij 6.000 tpm                   | 77 Nm bij 6.000 tpm                     | 75,5 Nm bij 6.000 tpm                   | 75,7 Nm bij 6.000 tpm                   | 75,7 Nm bij 6.000 tpm                   | 75,7 Nm bij 6.000 tpm                   |
| Primaire aandrijving   | tandwielen                              | tandwielen                              | tandwielen                              | tandwielen                              | tandwielen                              | tandwielen                              | tandwielen                              | tandwielen                              | tandwielen                              | tandwielen                              | tandwielen                              |
| Koppeling              | meervoudige natte platenkoppeling       | meervoudige natte platenkoppeling       | meervoudige natte platenkoppeling       | meervoudige natte platenkoppeling       | meervoudige natte platenkoppeling       | meervoudige natte platenkoppeling       | meervoudige natte platenkoppeling       | meervoudige natte platenkoppeling       | meervoudige natte platenkoppeling       | meervoudige natte platenkoppeling       | meervoudige natte platenkoppeling       |
| Versnellingen          | 4                                       | 4                                       | 5                                       | 5                                       | 5                                       | 5                                       | 5                                       | 5                                       | 5                                       | 5                                       | 5                                       |
| Secundaire aandrijving | ketting                                 | ketting                                 | ketting                                 | ketting                                 | ketting                                 | ketting                                 | ketting                                 | ketting                                 | ketting                                 | ketting                                 | ketting                                 |
| frame                  | semi dubbel wiegframe                   | semi dubbel wiegframe                   | semi dubbel wiegframe                   | semi dubbel wiegframe                   | semi dubbel wiegframe                   | semi dubbel wiegframe                   | semi dubbel wiegframe                   | semi dubbel wiegframe                   | semi dubbel wiegframe                   | semi dubbel wiegframe                   | semi dubbel wiegframe                   |
| Wielbasis              | 1510 mm                                 | 1505 mm                                 | 1485 mm                                 | 1230 mm                                 | 1500 mm                                 | 1500 mm                                 | 1500 mm                                 | 1500 mm                                 | 1500 mm                                 | 1502 mm                                 | 1495 mm                                 |
| Vering vóór            | Kayaba luchtondersteunde telescoopvork  | Kayaba luchtondersteunde telescoopvork  | Kayaba luchtondersteunde telescoopvork  | Kayaba luchtondersteunde telescoopvork  | Kayaba luchtondersteunde telescoopvork  | Kayaba met TCV                          | Showa telescoopvork                     | Showa telescoopvork                     | Showa UPSD                              | Showa UPSD                              | Showa UPSD                              |
| Veerweg voor           | 305 mm                                  | 305 mm                                  | 305 mm                                  | 305 mm                                  | 305 mm                                  | 305 mm                                  | 305 mm                                  | 305 mm                                  | 305 mm                                  | 305 mm                                  | 305 mm                                  |
| Vering achter          | Showa Pro Link                          | Showa Pro Link                          | Showa Pro Link                          | Showa Pro Link                          | Showa Pro Link                          | Showa Pro Link                          | Showa Pro Link                          | Showa Delta Pro Link                    | Showa Delta Pro Link                    | Showa Delta Pro Link                    | Showa Delta Pro Link                    |
| Veerweg achter         | 312 mm                                  | 305 mm                                  | 315 mm                                  | 315 mm                                  | 320 mm                                  | 320 mm                                  | 320 mm                                  | 320 mm                                  | 330 mm                                  | 330 mm                                  | 320 mm                                  |
| Banden                 | 3.00 x 21" voor, 5.10 x 18" achter      | 3.00 x 21" voor, 5.10 x 18" achter      | 90/80 x 21" voor, 150/80 x 18" achter   | 3.00 x 21" voor, 5.10 x 18" achter      | 90/90 x 21" voor, 130/80 x 18" achter   | 80/100 x 21" voor, 110/100 x 18" achter | 80/100 x 21" voor, 110/100 x 18" achter | 80/100 x 21" voor, 110/100 x 18" achter | 80/100 x 21" voor, 110/100 x 18" achter | 80/100 x 21" voor, 110/100 x 18" achter | 80/100 x 21" voor, 110/100 x 18" achter |
| Voorrem                | 130 mm duplexrem                        | 130 mm duplexrem                        | Onbekend                                | 240 mm schijfrem                        | 240 mm schijfrem                        | 240 mm schijfrem                        | 240 mm schijfrem                        | 240 mm schijfrem                        | 240 mm schijfrem                        | 240 mm schijfrem                        | 240 mm schijfrem                        |
| Achterrem              | 150 mm simplexrem                       | 130 mm simplexrem                       | Onbekend                                | 130 mm trommelrem                       | 130 mm trommelrem                       | 130 mm trommelrem                       | 221 mm schijfrem                        | 221 mm schijfrem                        | 221 mm schijfrem                        | 221 mm schijfrem                        | 221 mm schijfrem                        |
| Gewicht                | 105,4 kg                                | 103 kg                                  | 102 kg                                  | 102 kg                                  | 101,5 kg                                | 101,5 kg                                | 101,5 kg                                | 101,5 kg                                | 101,5 kg                                | 101,5 kg                                | 101,5 kg                                |
| Tankinhoud             | 9 liter                                 | 9,3 liter                               | 9,3 liter                               | 9,8 liter                               | 8,5 liter                               | 8,5 liter                               | 8,5 liter                               | 7,5 liter                               | 9 liter                                 | 9 liter                                 | 9 liter                                 |
| Zithoogte              | 960 mm                                  | 980 mm                                  | 965 mm                                  | 960 mm                                  | 960 mm                                  | 950 mm                                  | 950 mm                                  | 950 mm                                  | 970 mm                                  | 970 mm                                  | 970 mm                                  |
|                        |                                         |                                         |                                         |                                         |                                         |                                         |                                         |                                         |                                         |                                         |                                         |
| Honda                  | CR 500 RN                               | CR 500 R                                | CR 500 R                                | CR 500                                  | CR 500                                  | CR 500 R                                | CR 500 R                                | CR 500 R                                | CR 500 R                                | CR 500 R                                | CR 500 R                                |
| Periode                | 1992                                    | 1993                                    | 1994                                    | 1995                                    | 1996                                    | 1997                                    | 1998                                    | 1999                                    | 2000                                    | 2001                                    | 2002                                    |
| Categorie              | crossmotor                              | crossmotor                              | crossmotor                              | crossmotor                              | crossmotor                              | crossmotor                              | crossmotor                              | crossmotor                              | crossmotor                              | crossmotor                              | crossmotor                              |
| Motortype              | tweetaktmotor                           | tweetaktmotor                           | tweetaktmotor                           | tweetaktmotor                           | tweetaktmotor                           | tweetaktmotor                           | tweetaktmotor                           | tweetaktmotor                           | tweetaktmotor                           | tweetaktmotor                           | tweetaktmotor                           |
| Bouwwijze              | watergekoelde staande eencilinder       | watergekoelde staande eencilinder       | watergekoelde staande eencilinder       | watergekoelde staande eencilinder       | watergekoelde staande eencilinder       | watergekoelde staande eencilinder       | watergekoelde staande eencilinder       | watergekoelde staande eencilinder       | watergekoelde staande eencilinder       | watergekoelde staande eencilinder       | watergekoelde staande eencilinder       |
| Carburateur            | 38 mm Keihin                            | 38 mm Keihin                            | 38 mm Keihin                            | 38 mm Keihin                            | 38 mm Keihin                            | 38 mm Keihin                            | 38 mm Keihin                            | 38 mm Keihin                            | 38 mm Keihin                            | 38 mm Keihin                            | 38 mm Keihin                            |
| Ontsteking             | CDI met elektronische vervroeging       | CDI met elektronische vervroeging       | CDI met elektronische vervroeging       | CDI met elektronische vervroeging       | CDI met elektronische vervroeging       | CDI met elektronische vervroeging       | CDI met elektronische vervroeging       | CDI met elektronische vervroeging       | CDI met elektronische vervroeging       | CDI met elektronische vervroeging       | CDI met elektronische vervroeging       |
| Boring                 | 89 mm                                   | 89 mm                                   | 89 mm                                   | 89 mm                                   | 89 mm                                   | 89 mm                                   | 89 mm                                   | 89 mm                                   | 89 mm                                   | 89 mm                                   | 89 mm                                   |
| Slag                   | 79 mm                                   | 79 mm                                   | 79 mm                                   | 79 mm                                   | 79 mm                                   | 79 mm                                   | 79 mm                                   | 79 mm                                   | 79 mm                                   | 79 mm                                   | 79 mm                                   |
| Cilinderinhoud         | 491,5 cc                                | 491,5 cc                                | 491,5 cc                                | 491,5 cc                                | 491,5 cc                                | 491,5 cc                                | 491,5 cc                                | 491,5 cc                                | 491,5 cc                                | 491,5 cc                                | 491,5 cc                                |
| Smeersysteem           | mengsmering                             | mengsmering                             | mengsmering                             | mengsmering                             | mengsmering                             | mengsmering                             | mengsmering                             | mengsmering                             | mengsmering                             | mengsmering                             | mengsmering                             |
| Compressieverhouding   | 6,8:1                                   | 6,8:1                                   | 6,8:1                                   | 6,8:1                                   | 6,8:1                                   | 6,8:1                                   | 6,8:1                                   | 6,8:1                                   | 6,8:1                                   | 6,8:1                                   | 6,8:1                                   |
| Max. Vermogen          | 64,6 pk (47,5 kW) bij 6.000 tpm         | 64,6 pk (47,5 kW) bij 6.000 tpm         | 64,6 pk (47,5 kW) bij 6.000 tpm         | 64,6 pk (47,5 kW) bij 6.000 tpm         | 64,6 pk (47,5 kW) bij 6.000 tpm         | 64,6 pk (47,5 kW) bij 6.000 tpm         | 64,6 pk (47,5 kW) bij 6.000 tpm         | 64,6 pk (47,5 kW) bij 6.000 tpm         | 64,6 pk (47,5 kW) bij 6.000 tpm         | 64,6 pk (47,5 kW) bij 6.000 tpm         | 64,6 pk (47,5 kW) bij 6.000 tpm         |
| Max. Koppel            | 72,2 Nm bij 6.000 tpm                   | 75,6 Nm bij 6.000 tpm                   | 75,6 Nm bij 6.000 tpm                   | 75,6 Nm bij 6.000 tpm                   | 75,6 Nm bij 6.000 tpm                   | 75,6 Nm bij 6.000 tpm                   | 75,6 Nm bij 6.000 tpm                   | 75,6 Nm bij 6.000 tpm                   | 75,6 Nm bij 6.000 tpm                   | 75,6 Nm bij 6.000 tpm                   | 75,6 Nm bij 6.000 tpm                   |
| Primaire aandrijving   | tandwielen                              | tandwielen                              | tandwielen                              | tandwielen                              | tandwielen                              | tandwielen                              | tandwielen                              | tandwielen                              | tandwielen                              | tandwielen                              | tandwielen                              |
| Koppeling              | meervoudige natte platenkoppeling       | meervoudige natte platenkoppeling       | meervoudige natte platenkoppeling       | meervoudige natte platenkoppeling       | meervoudige natte platenkoppeling       | meervoudige natte platenkoppeling       | meervoudige natte platenkoppeling       | meervoudige natte platenkoppeling       | meervoudige natte platenkoppeling       | meervoudige natte platenkoppeling       | meervoudige natte platenkoppeling       |
| Versnellingen          | 5                                       | 5                                       | 5                                       | 5                                       | 5                                       | 5                                       | 5                                       | 5                                       | 5                                       | 5                                       | 5                                       |
| Secundaire aandrijving | ketting                                 | ketting                                 | ketting                                 | ketting                                 | ketting                                 | ketting                                 | ketting                                 | ketting                                 | ketting                                 | ketting                                 | ketting                                 |
| frame                  | semi dubbel wiegframe                   | semi dubbel wiegframe                   | semi dubbel wiegframe                   | semi dubbel wiegframe                   | semi dubbel wiegframe                   | semi dubbel wiegframe                   | semi dubbel wiegframe                   | semi dubbel wiegframe                   | semi dubbel wiegframe                   | semi dubbel wiegframe                   | semi dubbel wiegframe                   |
| Wielbasis              | 1485 mm                                 | 1485 mm                                 | 1485 mm                                 | 1485 mm                                 | 1485 mm                                 | 1485 mm                                 | 1485 mm                                 | 1485 mm                                 | 1485 mm                                 | 1485 mm                                 | 1485 mm                                 |
| Vering vóór            | Showa UPSD                              | Showa UPSD                              | Showa UPSD                              | Showa UPSD                              | Showa UPSD                              | Showa UPSD                              | Showa UPSD                              | Showa UPSD                              | Showa UPSD                              | Showa UPSD                              | Showa UPSD                              |
| Veerweg voor           | 309 mm                                  | 309 mm                                  | 309 mm                                  | 310 mm                                  | 310 mm                                  | 310 mm                                  | 310 mm                                  | 310 mm                                  | 310 mm                                  | 310 mm                                  | 310 mm                                  |
| Vering achter          | Showa Delta Pro Link                    | Showa Delta Pro Link                    | Showa Delta Pro Link                    | Showa Delta Pro Link                    | Showa Delta Pro Link                    | Showa Delta Pro Link                    | Showa Delta Pro Link                    | Showa Delta Pro Link                    | Showa Delta Pro Link                    | Showa Delta Pro Link                    | Showa Delta Pro Link                    |
| Veerweg achter         | 320 mm                                  | 320 mm                                  | 320 mm                                  | 320 mm                                  | 320 mm                                  | 320 mm                                  | 320 mm                                  | 320 mm                                  | 320 mm                                  | 320 mm                                  | 320 mm                                  |
| Banden                 | 80/100 x 21" voor, 110/100 x 18" achter | 80/100 x 21" voor, 110/100 x 18" achter | 80/100 x 21" voor, 110/100 x 18" achter | 80/100 x 21" voor, 110/100 x 18" achter | 80/100 x 21" voor, 110/100 x 18" achter | 80/100 x 21" voor, 110/100 x 18" achter | 80/100 x 21" voor, 110/100 x 18" achter | 80/100 x 21" voor, 110/100 x 18" achter | 80/100 x 21" voor, 110/100 x 18" achter | 80/100 x 21" voor, 110/100 x 18" achter | 80/100 x 21" voor, 110/100 x 18" achter |
| Voorrem                | 240 mm schijfrem                        | 306 mm schijfrem                        | 306 mm schijfrem                        | schijfrem                               | schijfrem                               | schijfrem                               | schijfrem                               | schijfrem                               | schijfrem                               | schijfrem                               | schijfrem                               |
| Achterrem              | 221 mm schijfrem                        | 303 mm schijfrem                        | 303 mm schijfrem                        | schijfrem                               | schijfrem                               | schijfrem                               | schijfrem                               | schijfrem                               | schijfrem                               | schijfrem                               | schijfrem                               |
| Gewicht                | 101 kg                                  | 101 kg                                  | 101 kg                                  | 101 kg                                  | 101 kg                                  | 101 kg                                  | 101 kg                                  | 101 kg                                  | 101 kg                                  | 101 kg                                  | 101 kg                                  |
| Tankinhoud             | 9 liter                                 | 9 liter                                 | 9 liter                                 | 9 liter                                 | 9 liter                                 | 9 liter                                 | 9 liter                                 | 9 liter                                 | 9 liter                                 | 9 liter                                 | 9 liter                                 |
| Zithoogte              | 964 mm                                  | 964 mm                                  | 961 mm                                  | 937 mm                                  | onbekend                                | onbekend                                | onbekend                                | onbekend                                | onbekend                                | onbekend                                | onbekend                                |